# 社会的証明
社会的証明（しゃかいてきしょうめい）とは、社会心理学の用語で、個人の意見の妥当性を証明することを指す。
人は、集団の中で自分を支持する意見が全くないと、自己の意見の妥当性に疑問を感じ、意見を取り下げてしまうのが普通である。しかし、自分を支持する意見が1つでもあると、状況が一変する。
例えば、同性愛という状況を考えてみる。周囲が異性愛ばかりだと、自己の性指向に疑問を感じ、自分は異常なのではないかと悩むことになる。しかし、同好の存在を知ることにより、性指向を自己肯定し、ひいてはカミングアウトに至るケースがあるのは、社会的証明のなせる業と言える。